# Yuki Urushibara
Yuki Urushibara (japanska: 漆原 友紀, Urushibara Yuki?), född 23 januari 1974, är en japansk serieskapare. Hon är född i Yamaguchi prefektur. Urushibara är mest känd för serien Mushishi (1999–2008), som även blivit föremål för en två säsonger lång animeversion.

## Biografi

### Tidig karriär
Urushibara började teckna serier redan under grundskoletiden, och då främst parodier på i Japan välkända serier. Hon publicerade sina första egenförfattade serier under sitt riktiga namn i Bouquet (en mangatidning för tonårsflickor – shōjo) och under pseudonymen "Soyogo Shima" (志摩 冬青, Shima Soyogo) i animetidningen Fanroad.

### Mushishi
1999 började Urushibaras manga Mushishi publiceras i tidningen Afternoon Seasons Zōkan (1999–2002), varefter den 2002 till 2008 flyttades över till systertidningen Afternoon. Därefter återutgavs serieavsnitten i tio olika tankōbon-volymer hos Kōdansha och i översättning till engelska (förlaget Del Rey) åren 2007–2010. För serien belönades hon i seriekategorin vid Japan Media Arts Festival arrangerad av Japansk kulturministerium. 2006 fick hon för samma serie Kodansha Manga Award i den allmänna mangaklassen.
Historierna om de mystiska varelserna mushi och den värld de lever i har även blivit bearbetade till två animerade TV-serier samt två långfilmer. 2014, i samband med den andra säsongen av TV-serien, återkom Urushibara till Mushishi med den avslutade historien "Mushishi Special: Sun-Eating Shade".

### Andra och senare serier
Vid sidan av Mushishi publicerades hon under tidigt 00-tal ett antal andra kortare serier, ofta för Afternoon. De samlades 2004 i en samlingsvolym med titeln Filament.
Hon har fortsatt att arbeta med serieproduktioner för Afternoon, inklusive Suiiki ('Vatten', 2009–2010) och Neko ga nishimukya ('Katten är vänd åt väster', inledd 2018).